# Ley para la igualdad efectiva de mujeres y hombres
La Ley de igualdad, cuyo título verdadero es Ley Orgánica 3/2007, de 22 de marzo, para la igualdad efectiva de mujeres y hombres, fue aprobada por las Cortes Generales de España, y publicada en el BOE n.º 71 de 23/3/2007
Después de su entrada en vigor esta Ley fue recurrida ante el Tribunal Constitucional el 20 de junio de 2007 por parte del Partido Popular, principalmente el articulado que afecta a las condiciones de paridad exigida en las listas de las candidaturas a las diferentes elecciones que se producen en España.
Este artículo es un resumen de los aspectos más destacados de la Ley (también conocida como LOIEMH), en caso de necesidad se recomienda leer el texto íntegro de la Ley publicado en el BOE.
Posteriormente, en el año 2019, con el Real Decreto-ley 6/2019, de 1 de marzo, de medidas urgentes para garantía de la igualdad de trato y de oportunidades entre mujeres y hombres en el empleo y la ocupación, se incorporaron cambios en  la LOIEMH que afectaron específicamente a los planes de igualdad en las empresas.Entre otros, se modificó el artículo 45.2, en el que se establecía la obligatoriedad a todas las empresas con doscientas cincuenta o más personas en su plantilla a tener un plan de igualdad, requiriéndose a partir de este RDL 6/2019  que el número de personas trabajadoras para su cumplimiento fuesen doscientas cincuenta. De este modo, se incrementó el número de empresas con esta obligación, que para realizarse paulatinamente, se incorporó también una disposición transitoria decimosegunda a la Ley Orgánica 3/2007, de 22 de marzo.
En octubre de 2020 se aprobaron dos reales decretos para responder a la necesidad de dar desarrollo reglamentario de los planes de igualdad, así como su diagnóstico, incluidas las obligaciones de registro, depósito y acceso, conforme a lo previsto en la LOIEMHː
- Real Decreto 901/2020, de 13 de octubre, por el que se regulan los planes de igualdad y su registro y se modifica el Real Decreto 713/2010, de 28 de mayo, sobre registro y depósito de convenios y acuerdos colectivos de trabajo.[3]
- Real Decreto 902/2020, de 13 de octubre, de igualdad retributiva entre mujeres y hombres.[4]

## Exposición de motivos
En la exposición de motivos de la Ley se exponen entre otros los siguientes aspectos:
El artículo 14 de la Constitución española proclama el derecho a la igualdad y a la no discriminación por razón de sexo. Por su parte, el artículo 9.2 consagra la obligación de los poderes públicos de promover las condiciones para que la igualdad del individuo y de los grupos en que se integra sean reales y efectivas.
La igualdad entre mujeres y hombres es un principio jurídico universal reconocido en diversos textos internacionales sobre derechos humanos, entre los que destaca la Convención sobre la eliminación de todas las formas de discriminación contra la mujer, aprobada por la Asamblea General de Naciones Unidas en diciembre de 1979 y ratificada por España en 1983. En este mismo ámbito procede evocar los avances introducidos por conferencias mundiales monográficas, como la de Nairobi de 1985 y Beijing de 1995.
La igualdad es, asimismo, un principio fundamental en la Unión Europea. Desde la entrada en vigor del Tratado de Ámsterdam, el 1 de mayo de 1999, la igualdad entre mujeres y hombres y la eliminación de las desigualdades entre unas y otros son un objetivo que debe integrarse en todas las políticas y acciones de la Unión y de sus miembros. 
Resulta necesaria, en efecto, una acción normativa dirigida a combatir todas las manifestaciones aún subsistentes de discriminación, directa o indirecta, por razón de sexo y a promover la igualdad real entre mujeres y hombres, con remoción de los obstáculos y estereotipos sociales que impiden alcanzarla. Esta exigencia se deriva de nuestro ordenamiento constitucional e integra un genuino derecho de las mujeres, pero es a la vez un elemento de enriquecimiento de la propia sociedad española, que contribuirá al desarrollo económico y al aumento del empleo. 
La Ley se refiere a la generalidad de las políticas públicas en España, tanto estatales como autonómicas y locales. Y lo hace al amparo de la atribución constitucional al Estado de la competencia para la regulación de las condiciones básicas que garanticen la igualdad de todos los españoles y las españolas en el ejercicio de los derechos constitucionales, aunque contiene una regulación más detallada en aquellos ámbitos de competencia, básica o legislativa plena, del Estado. 
Instrumentos básicos serán, en este sentido, y en el ámbito de la Administración General del Estado, un Plan Estratégico de Igualdad de Oportunidades, la creación de una Comisión Interministerial de Igualdad con responsabilidades de coordinación, los informes de impacto de género, cuya obligatoriedad se amplía desde las normas legales a los planes de especial relevancia económica y social, y los informes o evaluaciones periódicos sobre la efectividad del principio de igualdad. 
El logro de la igualdad real y efectiva en nuestra sociedad requiere no sólo del compromiso de los sujetos públicos, sino también de su promoción decidida en la órbita de las relaciones entre particulares. La regulación del acceso a bienes y servicios es objeto de atención por la Ley, conjugando los principios de libertad y autonomía contractual con el fomento de la igualdad entre mujeres y hombres. También se ha estimado conveniente establecer determinadas medidas de promoción de la igualdad efectiva en las empresas privadas, como las que se recogen en materia de contratación o de subvenciones públicas o en referencia a los consejos de administración. 
Especial atención presta la Ley a la corrección de la desigualdad en el ámbito específico de las relaciones laborales. Mediante una serie de previsiones, se reconoce el derecho a la conciliación de la vida personal, familiar y laboral y se fomenta una mayor corresponsabilidad entre mujeres y hombres en la asunción de obligaciones familiares, criterios inspiradores de toda la norma que encuentran aquí su concreción más significativa.
La Ley pretende promover la adopción de medidas concretas en favor de la igualdad en las empresas, situándolas en el marco de la negociación colectiva, para que sean las partes, libre y responsablemente, las que acuerden su contenido. En este sentido, El Real Decreto-ley 6/2019, de 1 de marzo, de medidas urgentes para garantía de la igualdad de trato y de oportunidades entre mujeres y hombres en el empleo y la ocupación, establece los plazos que tienen las diferentes empresas, según su número de trabajadores, para implantar y registrar su propio plan de igualdad. En marzo de 2022 concluye el plazo para todas las empresas con más de 50 profesionales.
Dentro del mismo ámbito del empleo, pero con características propias, se consignan en la Ley medidas específicas sobre los procesos de selección y para la provisión de puestos de trabajo en el seno de la Administración General del Estado. Y la proyección de la igualdad se extiende a las Fuerzas y Cuerpos de Seguridad y a las Fuerzas Armadas.

## Estructura de la Ley
La Ley, en su versión consolidada a 14/12/2020, se estructura en un Título preliminar, ocho Títulos, treinta y una disposiciones adicionales, once disposiciones transitorias, una disposición derogatoria y ocho disposiciones finales. 
- El Título Preliminar establece el objeto y el ámbito de aplicación de la Ley.

- El Título Primero define, siguiendo las indicaciones de las Directivas de referencia, los conceptos y categorías jurídicas básicas relativas a la igualdad, como las de discriminación directa e indirecta, acoso sexual y acoso por razón de sexo, y acciones positivas. Asimismo, determina las consecuencias jurídicas de las conductas discriminatorias e incorpora garantías de carácter procesal para reforzar la protección judicial del derecho de igualdad.

- En el Título Segundo, Capítulo Primero, se establecen las pautas generales de actuación de los poderes públicos en relación con la igualdad, se define el principio de transversalidad y los instrumentos para su integración en la elaboración, ejecución y aplicación de las normas. También se consagra el principio de presencia equilibrada de mujeres y hombres en las listas electorales y en los nombramientos realizados por los poderes públicos, con las consiguientes modificaciones en las Disposiciones adicionales de la Ley Electoral, regulándose, asimismo, los informes de impacto de género y la planificación pública de las acciones en favor de la igualdad, que en la Administración General del Estado se plasmarán en un Plan Estratégico de Igualdad de Oportunidades. En el Capítulo II de este Título se establecen los criterios de orientación de las políticas públicas en materia de educación, cultura y sanidad. También se contempla la promoción de la incorporación de las mujeres a la sociedad de la información, la inclusión de medidas de efectividad de la igualdad en las políticas de acceso a la vivienda, y en las de desarrollo del medio rural.

- El Título III contiene medidas de fomento de la igualdad en los medios de comunicación social, con reglas específicas para los de titularidad pública, así como instrumentos de control de los supuestos de publicidad de contenido discriminatorio.

- El Título IV se ocupa del derecho al trabajo en igualdad de oportunidades, incorporando medidas para garantizar la igualdad entre mujeres y hombres en el acceso al empleo, en la formación y en la promoción profesionales, y en las condiciones de trabajo. Se incluye además, entre los derechos laborales de los trabajadores y las trabajadoras, la protección frente al acoso sexual y al acoso por razón de sexo.

- El Título V, en su Capítulo I regula el principio de igualdad en el empleo público, estableciéndose los criterios generales de actuación a favor de la igualdad para el conjunto de las Administraciones públicas y, en su Capítulo II, la presencia equilibrada de mujeres y hombres en los nombramientos de órganos directivos de la Administración General del Estado, que se aplica también a los órganos de selección y valoración del personal y en las designaciones de miembros de órganos colegiados, comités y consejos de administración de empresas en cuya capital participe dicha Administración. El Capítulo III de este Título se dedica a las medidas de igualdad en el empleo en el ámbito de la Administración General del Estado, en sentido análogo a lo previsto para las relaciones de trabajo en el sector privado, y con la previsión específica del mandato de aprobación de un protocolo de actuación frente al acoso sexual y por razón de sexo. Los Capítulos IV y V regulan, de forma específica, el respeto del principio de igualdad en las Fuerzas Armadas y en las Fuerzas y Cuerpos de Seguridad del Estado.

- El Título VI de la Ley está dedicado a la igualdad de trato en el acceso a bienes y servicios, con especial referencia a los seguros.

- El Título VII contempla la realización voluntaria de acciones de responsabilidad social por las empresas en materia de igualdad, que pueden ser también objeto de concierto con la representación de los trabajadores y trabajadoras, las organizaciones de consumidores, las asociaciones de defensa de la igualdad o los organismos de igualdad. Específicamente, se regula el uso de estas acciones con fines publicitarios.

- El Título VIII de la Ley establece una serie de disposiciones organizativas, con la creación de una Comisión Interministerial de Igualdad entre mujeres y hombres y de las Unidades de Igualdad en cada Ministerio. Junto a lo anterior, la Ley constituye un Consejo de participación de la mujer, como órgano colegiado que ha de servir de cauce para la participación institucional en estas materias.

## Materias y Organismos Públicos que afecta la Ley
- Consejo General del Poder Judicial
- Cuerpo de Ayudantes de Instituciones penitenciarias
- Discriminación
- Distintivos
- Empleo
- Empresas
- Excedencias
- Familia
- Fuerzas Armadas
- Fuerzas y Cuerpos de Seguridad del Estado
- Función Pública
- Hombre
- Igualdad de oportunidades
- Instituto de la Mujer
- Jornada laboral
- Mujer
- Organización de la Administración del Estado
- Procedimiento electoral
- Publicidad
- Sanidad
- Seguridad e Higiene en el Trabajo
- Seguridad Social
- Sociedades Anónimas
- Trabajadores
- Vacaciones
- Violencia de Género